# Traité de Nancy
Traité d’amitié et de solidarité entre la République de Pologne et la République française (d), signé à Paris le 9 avril 1991
Le Traité pour une coopération et une amitié renforcées entre la République de Pologne et la République française, dit traité de Nancy, est un traité signé le 9 mai 2025, à l’occasion de la journée de l’Europe, par la France, représentée par le président de la République, Emmanuel Macron, et la Pologne, représentée par le président du Conseil des ministres, Donald Tusk. Ce traité vise à « élever le partenariat franco-polonais à un haut niveau d’ambition dans les domaines stratégiques pour [les] deux pays et pour l'Europe ».
Ce texte présente des objectifs dans différents domaines tels que la défense, l’énergie, l’économie, l’industrie, la coopération scientifique, linguistique ou culturelle,.
Il est l'équivalent du traité de l'Élysée de 1963, complété par le traité d'Aix-la-Chapelle de 2019, qui organise la coopération franco-allemande, du traité du Quirinal de 2021 entre la France et l'Italie, ainsi que du traité de Barcelone de 2023 entre la France et l'Espagne.
La ville de Nancy fut choisie pour l'occasion car c'est la ville de Stanislas Leszczynski, beau-père de Louis XV, roi de Pologne et duc de Lorraine au XVIIIe siècle,.

## Principales stipulations
Le Traité compte un préambule et 19 articles. Le préambule rappelle les relations intenses et multiséculaires entre les deux gouvernements et nations. Il souligne l'importance de la menace russe exposée par l'agression contre l'Ukraine et la nécessité du renforcement de la défense européenne et ainsi du « pilier européen » de l'OTAN.
L'article 1er institue un sommet bilatéral annuel, présidé par le président du Conseil des ministres de Pologne et le président de la République française.
L'article 2 organise des obligations de consultations bilatérales sur un certains nombres de sujet, notamment afin de coordonner les positions polonaises et françaises au sein de l'Union européenne.
Le paragraphe 2 de l'article 4 contient une clause de défense mutuelle. Il se lit ainsi :

« Conformément aux dispositions de l’article 51 de la Charte des Nations Unies, en cas d’agression armée sur leurs territoires, les Parties s’assistent mutuellement, y compris par des moyens militaires. Cette aide et cette assistance seront mises en œuvre conformément aux engagements découlant de l’article 5 du Traité de l’Atlantique Nord et du paragraphe 7 de l’article 42 du Traité sur l’Union européenne. »

L'article 15 du Traité fixe le 20 avril comme « journée de l'amitié franco-polonaise », observée annuellement. Cette date correspond à l'entrée au Panthéon, le 20 avril 1995, de la physicienne franco-polonaise Marie Curie et de son époux Pierre Curie.

## Voir également